# サミュエル・クロンプトン

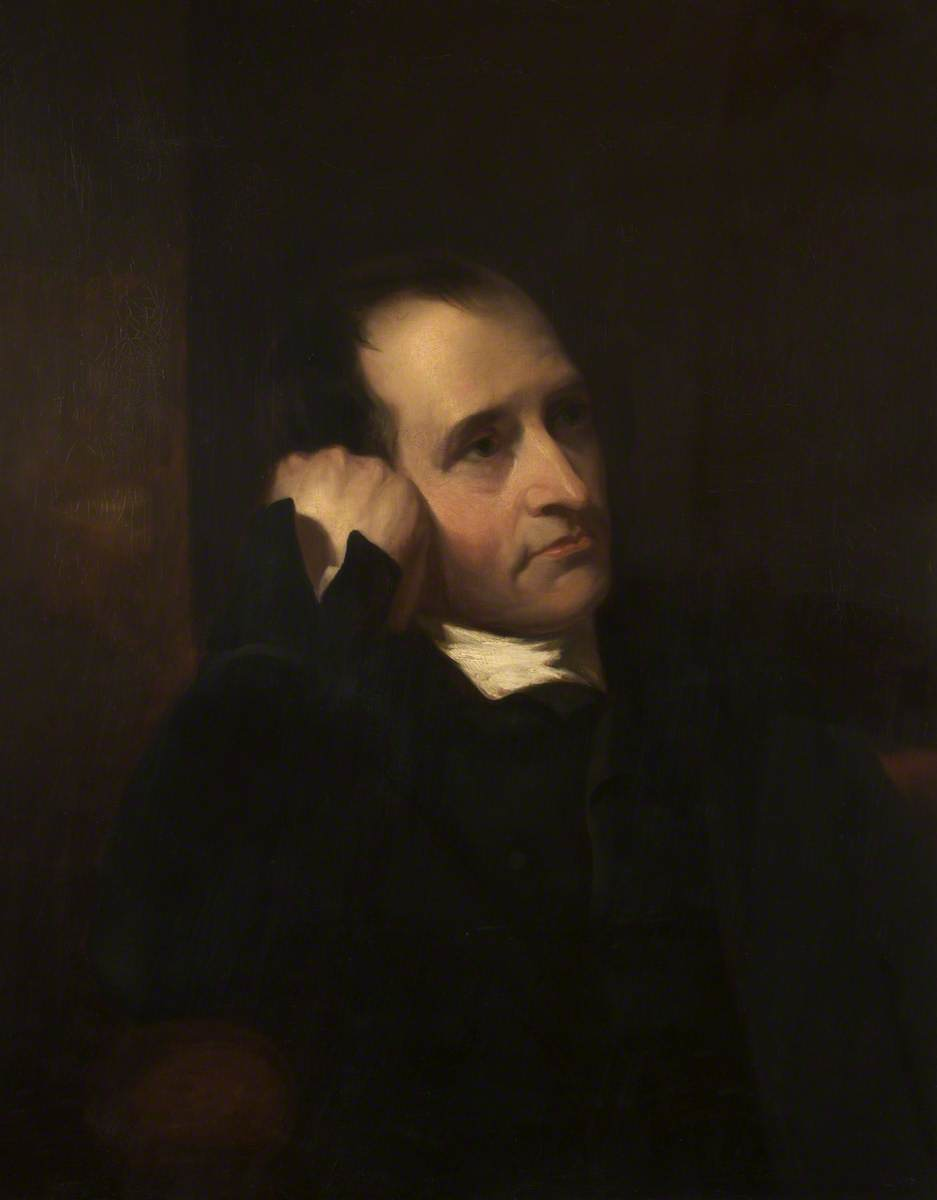
サミュエル・クロンプトン

サミュエル・クロンプトン（Samuel Crompton、1753年12月3日 - 1827年6月26日）は、イギリスの発明家、紡績工。

## 概略
ランカシャー（現グレーター・マンチェスター）のボルトン出身で、1779年にミュール紡績機を発明した。ミュール（mule）とはラバ（馬とロバの雑種）の意味である。
ジェームズ・ハーグリーブスの発明したジェニー紡績機とリチャード・アークライトの開発した水力紡績機の両方の長所を取り入れて、細い良質糸の大量生産を可能にした。これにより、インド産に匹敵する品質の綿織物が生産されるようになった。
しかし、彼はこの発明については他人の発明の改良に過ぎないと謙遜し、1780年に特許を得ることなく公開し、最後まで申請することなく没した。